# クローン ベイビー
『クローン ベイビー』（CLONE BABY）はTBS系列のFriday Break枠で2010年10月8日から12月17日まで放送されたテレビドラマ。初回のみ15分遅れの24:35スタート。

## 概要
2010年10月より新設されたFriday Break枠の第1回作品である。キャストやスタッフは若手で構成され、主演の市川知宏をはじめとする主要キャスト6人はオーディションで選抜された。市川にとっては本作が初主演作である。
本枠は、「これまでのドラマの常識やスタイルを壊し(Break)、ゴールデンタイムで出来ない企画を打ち出していく」ことをコンセプトとしており、Ustreamによる動画配信（公開オーディション、衣装合わせ、台本読み、制作発表会見など）や、放送開始前にTBSオンデマンドで有料先行配信するなど、様々な実験的企画がなされている。しかしながら、テレビ東京系の人気ドラマシリーズの3作目となる『嬢王3 〜Special Edition〜』との競合に晒された（初回や第4回の首都圏放映（テレビ東京）では、次枠の『宇宙犬作戦』とも放映時間が重なった）。

## キャスト

### 青柳家
- 青柳正宗 - 市川知宏
- 青柳加奈子 - 未来穂香
- 青柳数馬 - 松重豊

### クローン
- 菊池ヒロ - 松坂桃李
- 葛飾マリカ - 滝裕可里
- 岡部城太郎 - 山﨑賢人
- 三雲豪太 - 菊田大輔（幼少期：加部亜門）
- 小津悟志 - 稲葉友

### 新宿副都心署
- 若林春喜 - 駿河太郎
- 葛飾省吾 - 牧田哲也

### 科学者
- 葉月荘一郎 - 志賀廣太郎
- 樋口璃子 - 菊池亜希子

### その他
- 椿栄太 - 桜田通

## スタッフ
- 脚本 - 中山智博、野高みゆき、池田奈津子、大林利江子
- 音楽 - 仲西匡
- 音楽プロデュース - 志田博英
- チーフプロデューサー - 伊與田英徳、杉山剛（ソニー・ミュージックエンタテインメント）
- プロデューサー - 川嶋龍太郎、佐藤敦司（ドリマックス・テレビジョン）
- 演出 - 川嶋龍太郎、岡本伸吾、湯浅典子
- 特別協力 - ソニー・ミュージックエンタテインメント
- 制作協力 - ドリマックス・テレビジョン
- 製作著作 - TBS

## 楽曲
- Hurts（Sony Music Japan International）
  - 主題歌：「Better Than Love」
  - 挿入歌：「Wonderful Life」
  - 中間歌：「Stay」

## 放送日程
| 各回                                                      | 放送日         | サブタイトル                         | 脚本       | 演出       | 視聴率 |
| --------------------------------------------------------- | -------------- | ------------------------------------ | ---------- | ---------- | ------ |
| 1st CLONE                                                 | 2010年10月08日 | 命をかけたイス取りゲーム             | 中山智博   | 川嶋龍太郎 | 2.5%   |
| 2nd CLONE                                                 | 2010年10月15日 | 運命の赤い糸〜生死をかけたゲーム     | 中山智博   | 川嶋龍太郎 | 2.0%   |
| 3rd CLONE                                                 | 2010年10月22日 | 三角関係〜君は俺が守る! 揺らぐキズナ | 池田奈津子 | 岡本伸吾   | 2.3%   |
| 4th CLONE                                                 | 2010年10月29日 | 悲劇の運命〜磁石で引き合う恋のチカラ | 池田奈津子 | 岡本伸吾   | 2.0%   |
| 5th CLONE                                                 | 2010年11月05日 | 最期の戦い〜ヒーローは絶対に死なない | 大林利江子 | 川嶋龍太郎 | 2.3%   |
| 6th CLONE                                                 | 2010年11月12日 | 運命に引き裂かれた二人〜切れた赤い糸 | 池田奈津子 | 川嶋龍太郎 | 3.1%   |
| 7th CLONE                                                 | 2010年11月19日 | 遺伝子操作された愛クローン誕生の悲劇 | 大林利江子 | 湯浅典子   | 2.2%   |
| 8th CLONE                                                 | 2010年11月26日 | 命をかけたラストゲーム〜1番大切な物  | 池田奈津子 | 岡本伸吾   | 1.9%   |
| 9th CLONE                                                 | 2010年12月03日 | 俺は神じゃない、人間だ〜クローンの涙 | 大林利江子 | 湯浅典子   | 1.3%   |
| 10th CLONE                                                | 2010年12月10日 | 命の選択〜殺したいぐらい君を愛してる | 池田奈津子 | 川嶋龍太郎 | 2.0%   |
| Last CLONE                                                | 2010年12月17日 | 最終章〜それでも僕らは生きていく〜   | 中山智博   | 川嶋龍太郎 | 3.0%   |
| 平均視聴率 2.2%（視聴率は関東地区・ビデオリサーチ社調べ） |                |                                      |            |            |        |

## 放送時間・ネット局
| 放送対象地域 | 放送局                    | 放送期間                       | 放送日時                 | 備考        |
| ------------ | ------------------------- | ------------------------------ | ------------------------ | ----------- |
| 関東広域圏   | TBSテレビ（TBS）          | 2010年10月8日 - 12月17日       | 金曜 24時20分 - 24時50分 | 制作局      |
| 静岡県       | 静岡放送（SBS）           | 2010年10月8日 - 12月17日       | 金曜 24時20分 - 24時50分 | 同時ネット  |
| 富山県       | チューリップテレビ（TUT） | 2010年10月8日 - 12月17日       | 金曜 24時20分 - 24時50分 | 同時ネット  |
| 近畿広域圏   | 毎日放送（MBS）           | 2010年10月13日 - 12月22日      | 水曜 26時30分 - 27時00分 | 5日遅れ     |
| 中京広域圏   | 中部日本放送（CBC）       | 2010年10月15日 - 12月24日      | 金曜 25時27分 - 26時00分 | 7日遅れ     |
| 福島県       | テレビユー福島（TUF）     | 2010年11月12日 - 2011年1月28日 | 金曜 24時20分 - 24時50分 | 42日遅れ    |
| 石川県       | 北陸放送（MRO）           | 2011年3月10日 - 4月28日        | 木曜 24時25分 - 25時25分 | 約5ヶ月遅れ |